# Nati nel 1483
| Questa pagina contiene informazioni ricavate automaticamente dalle voci biografiche con l'ausilio del template Bio e di un bot. L'aggiornamento è periodico e automatico e ricostruisce completamente la pagina. Se manca una persona in questa lista, sei pregato di non aggiungerla, ma accertati piuttosto che la sua voce biografica contenga il template Bio e che i dati anagrafici siano correttamente compilati. Se il template Bio manca, inseriscilo tu stesso o, in alternativa, metti l'avviso {{tmp\|Bio}} che ne segnala la mancanza. Se i dati riportati sono sbagliati, correggi direttamente la voce biografica; le modifiche saranno visibili in questa lista entro pochi giorni. Per chiarimenti vedi il progetto biografie. La lista contiene solo le 38 persone che sono citate nell'enciclopedia e per le quali è stato implementato correttamente il template Bio. Pagina aggiornata al 10 apr 2025. |

- 12 gennaio - Enrico III di Nassau-Breda, nobile († 1538)
- 4 febbraio - Ridolfo del Ghirlandaio, pittore italiano († 1561)
- 14 febbraio - Babur, sovrano mongolo († 1530)
- 6 marzo - Francesco Guicciardini, scrittore, storico e politico italiano († 1540)
- 21 aprile - Paolo Giovio, vescovo cattolico, storico e medico italiano († 1552)
- 16 maggio - Luigi II di Montpensier, conte († 1501)
- 3 settembre - Eric II di Meclemburgo, nobile († 1508)
- 16 ottobre - Gasparo Contarini, cardinale e vescovo cattolico italiano († 1542)
- 24 ottobre - Giovanni da Empoli, mercante e viaggiatore italiano († 1518)
- 26 ottobre - Hans Buchner, compositore, organista e teorico musicale tedesco († 1538)
- 10 novembre - Martin Lutero, teologo tedesco († 1546)
- 16 novembre - Elisabetta del Palatinato, contessa († 1522)
- 23 novembre - Mạc Thái Tổ, imperatore vietnamita († 1541)
- 3 dicembre - Nicolaus von Amsdorf, teologo e vescovo luterano tedesco († 1565)
- 10 dicembre - Tommaso Badia, cardinale italiano († 1547)
- Giovanni Francesco Acquaviva d'Aragona, condottiero italiano († 1527)
- Girolamo Amadei, teologo italiano († 1543)
- Arima Haruzumi, militare giapponese († 1566)
- Simon Bening, miniatore fiammingo († 1561)
- Agostino Busti, scultore italiano († 1548)
- Cacamatzin, re († 1520)
- Gregorio Cortese, cardinale e arcivescovo cattolico italiano († 1548)
- Francesco III Crispo, duca († 1511)
- Giuliano Ughi della Cavallina, religioso e scrittore italiano († 1569)
- Leonardo di Francesco di Lazzaro Malatesta, pittore italiano
- Jacquet da Mantova, compositore francese († 1559)
- Ayas Mehmed Pascià, politico ottomano († 1539)
- Andrea Navagero, poeta, letterato e diplomatico italiano († 1529)
- William Paulet, I marchese di Winchester, politico inglese († 1572)
- Robert Radcliffe, I conte di Sussex, politico britannico († 1542)
- Raffaello Sanzio, pittore e architetto italiano († 1520)
- Satomi Sanetaka, militare giapponese († 1533)
- Wolfgang Schutzbar, tedesco († 1566)
- Anne Stafford, nobile inglese († 1544)
- Damigella Trivulzio, letterata e poetessa italiana († 1527)
- André de Montalembert, militare francese († 1553)
- Fernando de Valdés y Salas, politico e vescovo spagnolo († 1568)
- Felice della Rovere, nobildonna italiana († 1536)